# 컬리 (래퍼)
컬리는 대한민국의 래퍼다. 2020년 싱글 [Be Okay]로 데뷔했다.

## 방송
- 랩컵 (2024) - Top16(13위)

## 음반
- Be Okay (2020)
- Visualizer (2022)
- 이 캐롤 굉장하다 (2022)
- BASTERDS (2023)
- BLACK! (feat. 노윤하) (2023)
- 전망 좋은 집 (2023)
- DAWN (2023)
- iPhone (2024)